# Los Angeles Chargers
Los Angeles Chargers je profesionální klub amerického fotbalu, který sídlí v Los Angeles ve státě Kalifornie. V současné době je členem West Division (Západní divize) American Football Conference (AFC, Americké fotbalové konference) National Football League (NFL, Národní fotbalové ligy). Klub byl v roce 1960 zakládajícím členem AFL, ale po jediné sezóně se přestěhoval do San Diega, kde působil jako San Diego Chargers. Zatím jediného vítězství dosáhl v AFL v roce 1963 nad Boston Patriots 51:10 a před sloučením s NFL si play-off zahrál ještě pětkrát. Od té doby se Chargers stali mistry své divize hned desetkrát, nicméně vítězi konference pouze jednou, v roce 1994. V Super Bowlu XXIX následně podlehli San Franciscu 49ers 26:49. V roce 2017 se klub přestěhoval do Los Angeles a vrátil se ke svému původnímu názvu.

## Hráči

### Členové Síně slávy profesionálního fotbalu

#### Hráči
- 1978 – Lance Alworth
- 1979 – Ron Mix
- 1979 – Johnny Unitas
- 1980 – Deacon Jones
- 1992 – John Mackey
- 1993 – Dan Fouts
- 1993 – Larry Little
- 1995 – Kellen Winslow
- 1996 – Charlie Joiner
- 2008 – Fred Dean
- 2015 – Junior Seau
- 2017 – LaDainian Tomlinson

#### Funkcionáři
- Sid Gillman – trenér

### Vyřazená čísla
- 14: Dan Fouts
- 19: Lance Alworth
- 21: LaDainian Tomlinson
- 55: Junior Seau

### Draft
Hráči draftovaní v prvním kole za posledních deset sezón:
| Rok  | Pořadí | Jméno hráče   | Pozice           | Univerzita                          |
| 2010 | 12     | Ryan Mathews  | Running back     | California State University, Fresno |
| 2011 | 18     | Corey Liuget  | Defensive tackle | University of Illinois              |
| 2012 | 18     | Melvin Ingram | Defensive end    | University of South Carolina        |
| 2013 | 11     | D.J. Fluker   | Offensive tackle | University of Alabama               |
| 2014 | 25     | Jason Verrett | Cornerback       | Texas Christian University          |
| 2015 | 15     | Melvin Gordon | Running back     | University of Wisconsin–Madison     |
| 2016 | 3      | Joey Bosa     | Defensive end    | Ohio State University               |
| 2017 | 7      | Mike Williams | Wide receiver    | Clemson University                  |
| 2018 | 17     | Derwin James  | Safety           | Florida State University            |
| 2019 | 28     | Jerry Tillery | Defensive tackle | University of Notre Dame            |